# Jorge Colaço
Pour les articles homonymes, voir Colaço.
Jorge Colaço (1868-1942) est un peintre portugais.
Né à Tanger, au Maroc, fils de diplomate, il fait ses études à Lisbonne, Madrid et Paris.
Après s'être essayé à la caricature, il a utilisé la peinture pour ses premières créations (peinture à l'huile), mais s’est surtout illustré comme auteur de grandes compositions d’azulejos produits dans deux fabriques de Lisbonne : la fabrique de Sacavém et la fabrique Lusitânia.

Ses œuvres majeures sont les grands panneaux d'azulejos que l'on peut admirer sur de nombreux édifices nationaux portugais et aussi des panneaux muraux au sein de la faculté de Médecine de Lisbonne
- Gare de São Bento - Porto (1903)
- Hôtel de Buçaco - Luso (1907)
- Pavillons des Déportés - Lisbonne (1922)
- Extérieur de l'église de Santo Ildefonso - Porto (1932)
- La maison de l'Alentejo (Palácio Alverca) - Lisbonne
- Le palais de Bemposta (Académie militaire) - Lisbonne
- Centre William Rappard - Genève (1928)

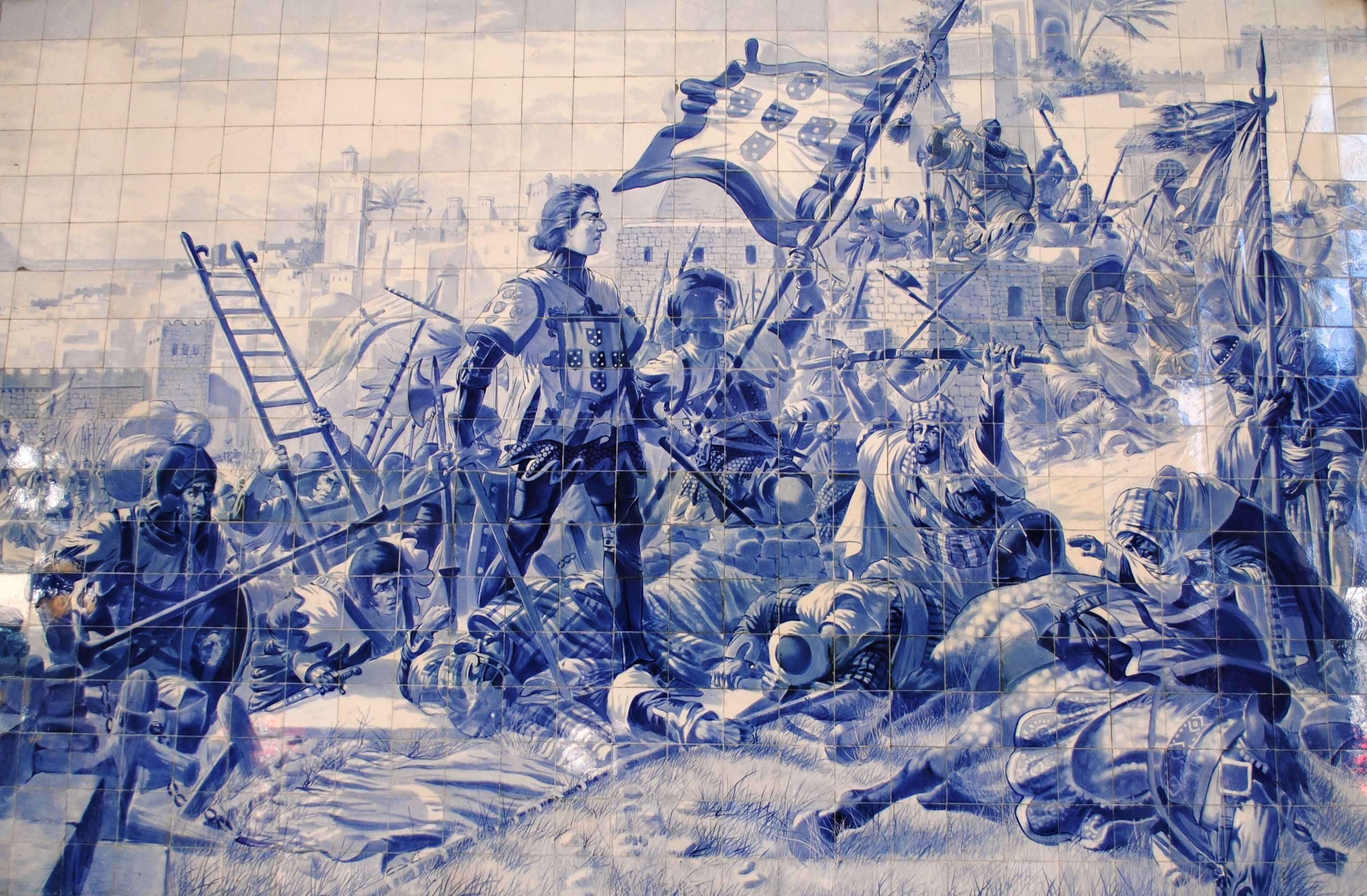
Gare de São Bento, Porto.
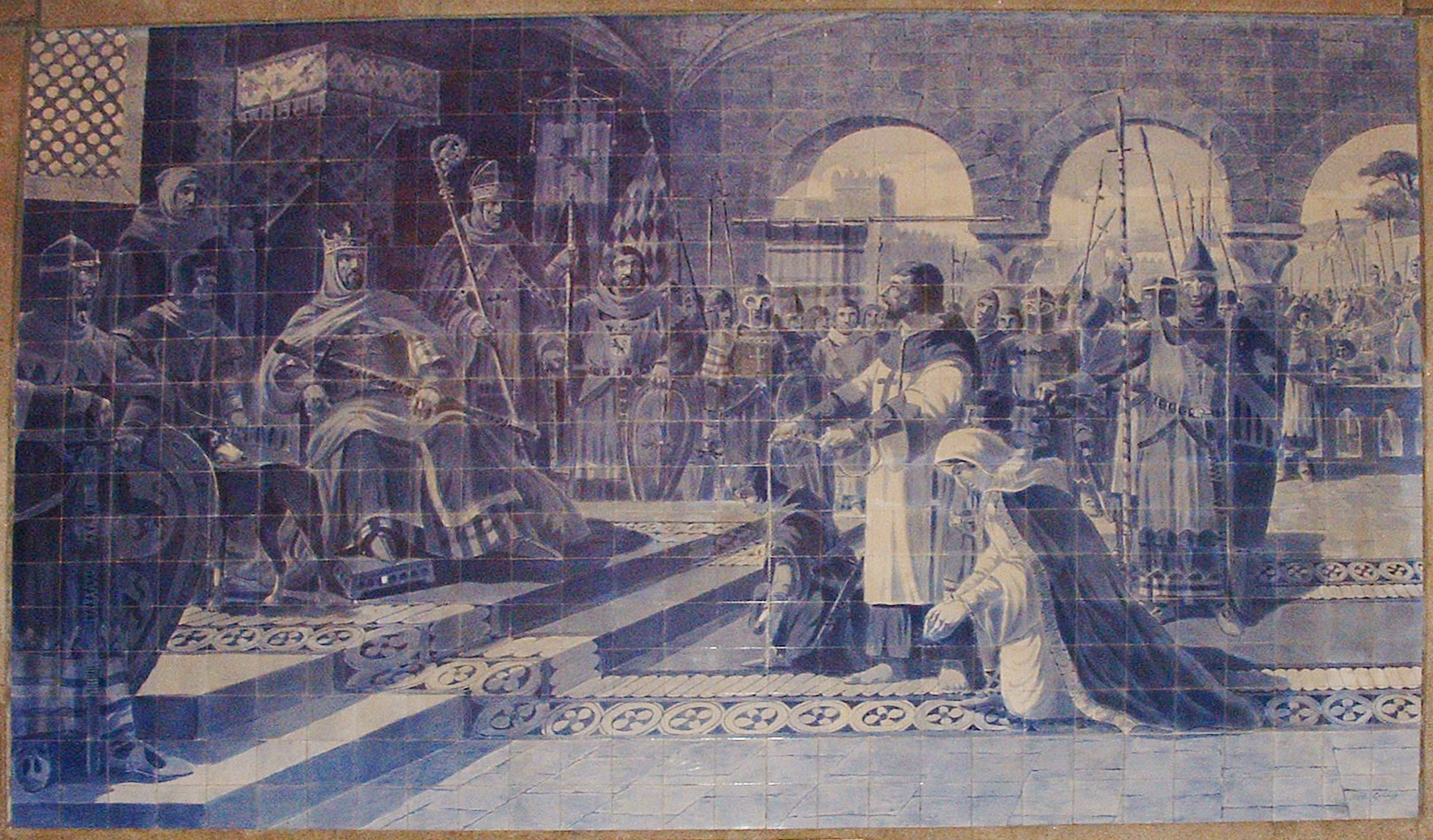
Egas Moniz (pt) se présentant au roi de Léon avec sa famille, Gare de São Bento, Porto.
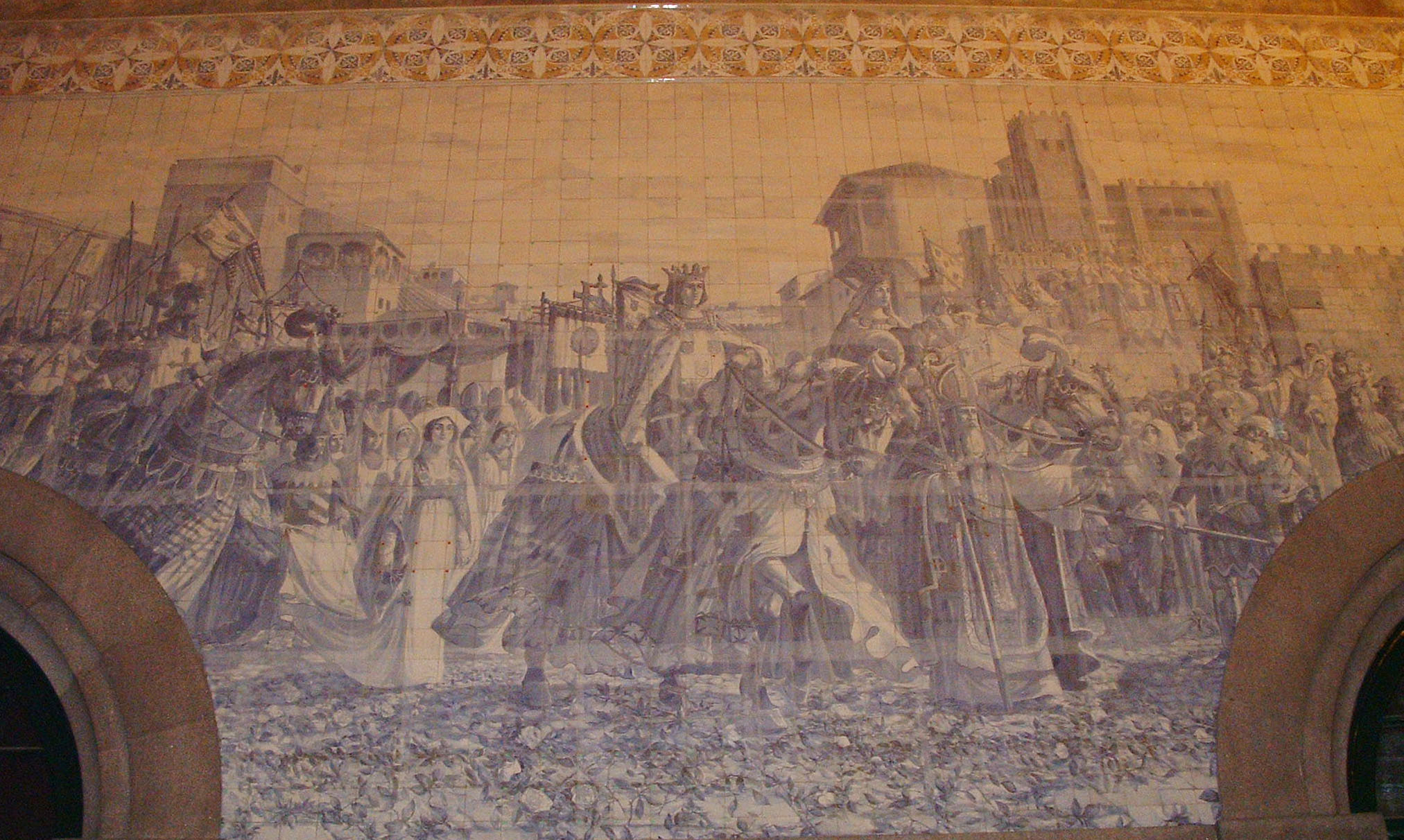
Gare de São Bento, Porto.
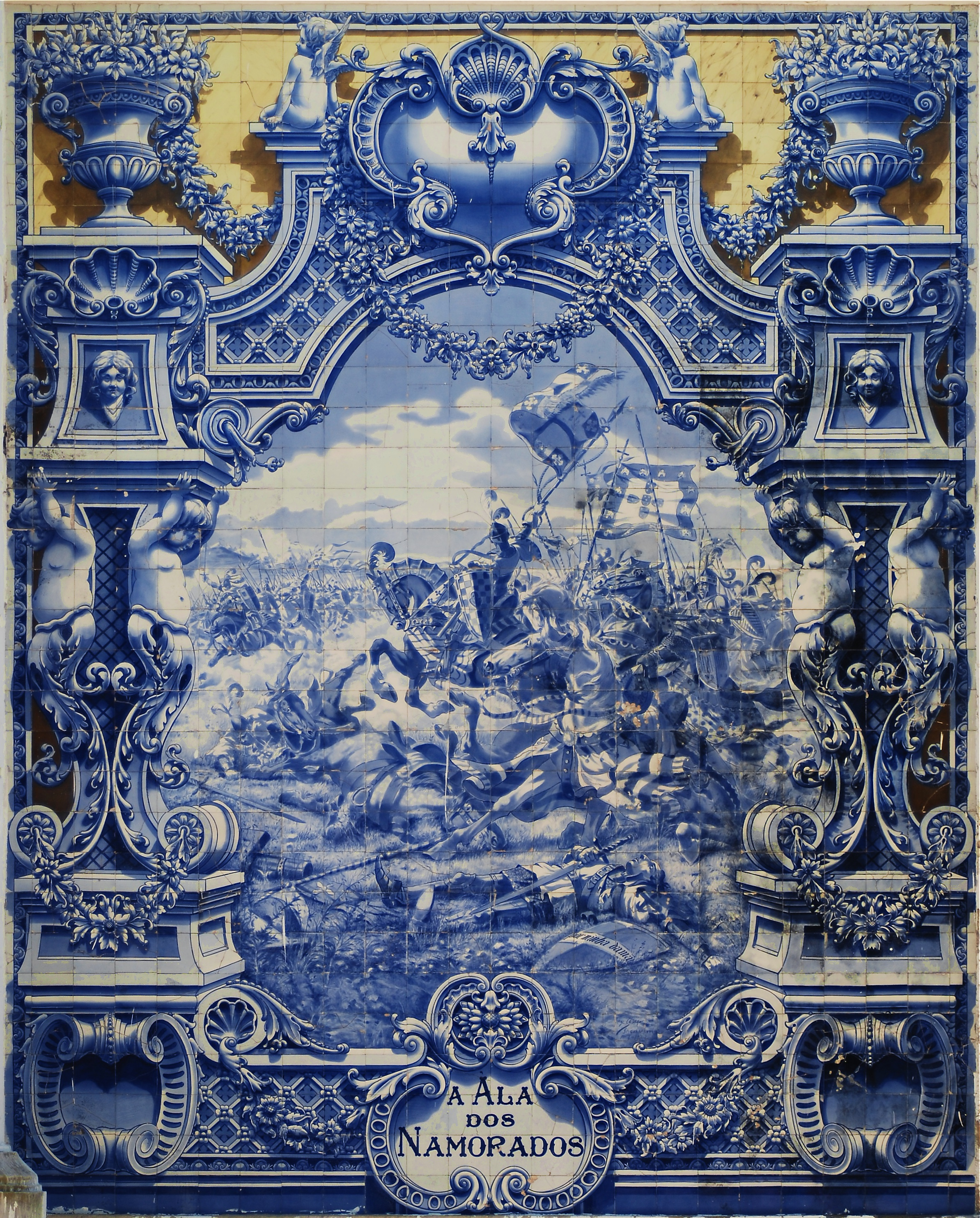
Épisode de la bataille d'Aljubarrota (1385) entre les Portugais et l'armée castillane. (Lisbonne, Pavillon Carlos Lopes).